# Юровце (Підляське воєводство)
Юровце (пол. Jurowce) — село в Польщі, у гміні Васильків Білостоцького повіту Підляського воєводства.
Населення — 571 особа (2011).
У 1975-1998 роках село належало до Білостоцького воєводства.

## Демографія
Демографічна структура станом на 31 березня 2011 року:
|          | Загалом | Допрацездатний вік | Працездатний вік | Постпрацездатний вік |
| -------- | ------- | ------------------ | ---------------- | -------------------- |
| Чоловіки | 278     | 53                 | 195              | 30                   |
| Жінки    | 293     | 64                 | 175              | 54                   |
| Разом    | 571     | 117                | 370              | 84                   |